# 115-й кавалерийский полк
115-й Забайкальский кавалерийский полк — воинское соединение РККА и Советской Армии, принимал участие в Великой Отечественной войне в составе 8-й кавдивизии (1943—1945 гг.). В период своего существования постоянно комплектовался призывниками из областей Сибири и Дальнего Востока.

## История
Полк сформирован в 1919 году из забайкальских казаков-добровольцев как конный полк красных партизан. Участвовал в боях с белогвардейцами и интервентами в Забайкалье, Приамурье и Приморье. В 1923 году преобразован в кадровый кавалерийский полк Красной Армии. Награжден Почетным революционным Красным Знаменем за бои на КВЖД в 1929 году. С 1943 году переброшен на запад в составе 8-й Дальневосточной кавалерийской дивизии. В апреле 1943 году дивизия вместе с полком была передана в состав 6-го гвардейского кавалерийского корпуса генерал-майора С. В. Соколова. В составе этого героического корпуса полк действовал до конца войны. Личный состав полка отличился в Ровно-Луцкой, Будапештской, Дебреценской и Братиславо-Брновской наступательных операциях. Полк расформирован в 1950-х в связи с ликвидацией кавалерии в Советской Армии.
Боевой путь полка Архивная копия от 10 октября 2020 на Wayback Machine